# Eindspel (dammen)
Het eindspel is in het dammen de laatste fase van een dampartij die volgt op het middenspel. Kenmerkend voor het eindspel is de aanwezigheid van weinig schijven en één of meerdere dammen. Feitelijk is er vaak nog maar een van de twee spelers die winstkansen heeft, maar in de praktijk komt het (vooral op lagere niveaus) weleens voor dat de underdog wint.
Een eindspel met een wederzijdse dam en vrij veel schijven wordt vaak een macro-eindspel genoemd. Daarbij geldt de vuistregel dat bij een schijf voorsprong de kans op winst groter is naarmate er meer schijven op het bord staan.
De computerprogramma's Truus en Flits hebben een eindspeldatabase die voor een stelling met maximaal 6 stukken voor elke mogelijke zet een feilloze beoordeling geeft over de technische waarde daarvan m.b.t winst, remise of verlies.